# Hamarka-csatorna
A Hamarka-csatorna Mezőtárkánytól déli irányban, a Hevesi-sík keleti részén, Heves vármegye déli részén, a Mezőtárkányt a 33-as főúttal összekötő úttól keletre ered. A csatorna innen kezdve kisebb-nagyobb törésekkel délkeleti irányban halad, majd eléri a Laskó-patakot Poroszló északnyugati határában.

## Part menti települések
A Hamarka-csatorna mentén fekvő településeken összesen több mint 4500 fő él.
- Mezőtárkány
- Poroszló